# Brunei nos Jogos Olímpicos de Verão de 2012
Brunei competiu com 3 atletas nos Jogos Olímpicos de Verão de 2012, que decorreu na cidade de Londres, no Reino Unido, de 27 de julho a 12 de agosto de 2012.

## Desempenho

### Atletismo
Masculino
| Atleta                   | Evento | Preliminares | Preliminares | Semifinais  | Semifinais  | Final       | Final       |
| Atleta                   | Evento | Marca        | Posição      | Marca       | Posição     | Marca       | Posição     |
| ------------------------ | ------ | ------------ | ------------ | ----------- | ----------- | ----------- | ----------- |
| Ak Hafiy Tajuddin Rositi | 400 m  | 48s67        | 45º          | Não avançou | Não avançou | Não avançou | Não avançou |

Feminino
| Atleta         | Evento | Preliminares | Preliminares | Semifinais  | Semifinais  | Final       | Final       |
| Atleta         | Evento | Marca        | Posição      | Marca       | Posição     | Marca       | Posição     |
| -------------- | ------ | ------------ | ------------ | ----------- | ----------- | ----------- | ----------- |
| Maziah Mahusin | 400 m  | 59s28        | 41º          | Não avançou | Não avançou | Não avançou | Não avançou |

### Natação
Masculino
| Atleta       | Prova       | Elimatórias | Elimatórias | Semifinal   | Semifinal   | Final       | Final       |
| Atleta       | Prova       | Tempo       | Pos.        | Tempo       | Pos.        | Tempo       | Pos.        |
| ------------ | ----------- | ----------- | ----------- | ----------- | ----------- | ----------- | ----------- |
| Anderson Lim | 200 m livre | 2m02s26     | 40º         | Não avançou | Não avançou | Não avançou | Não avançou |

Legenda
| Recorde mundial      | Recorde mundial (World record)               |                       | Recorde africano                      | Recorde africano (African) |                                           | Q | Classificado por posição (Qualified) |
| Recorde olímpico     | Recorde olímpico (Olympic record)            | Recorde da América    | Recorde da América (Americas)         | q                          | Classificado por melhor tempo (Qualified) |   |                                      |
| Melhor marca do ano  | Melhor marca do ano (World leading)          | Recorde asiático      | Recorde asiático (Asian)              | DNS                        | Não largou (Did not start)                |   |                                      |
| Recorde nacional     | Recorde nacional (National record)           | Recorde europeu       | Recorde europeu (European)            | DNF                        | Não terminou (Did not finish)             |   |                                      |
| Recorde pessoal      | Recorde pessoal do atleta (Personal best)    | Recorde da Oceania    | Recorde da Oceania (Oceania)          | DSQ / DQ                   | Desclassificado (Disqualified)            |   |                                      |
| Recorde da temporada | Recorde da temporada do atleta (Season best) | Recorde sul-americano | Recorde sul-americano (South America) | NM                         | Sem marca (No mark)                       |   |                                      |